# Flavors (Programmiersprache)
Flavors war die erste objektorientierte Erweiterung in der Programmiersprachenfamilie Lisp und basiert auf dem Lisp-Dialekt Lisp Machine Lisp. Flavors wurde 1980 am Computer Science and Artificial Intelligence Laboratory am Massachusetts Institute of Technology (MIT) von Howard Cannon und David A. Moon entwickelt.
Flavors wurde auf die Entwicklung des Fenstersystems der Lisp-Maschine zugeschnitten. Nicht zuletzt deshalb wurde mit Flavors erstmals eine Mehrfachvererbung in der objektorientierten Programmierung unterstützt, da diese zur Entwicklung des Fenstersystems als äußerst nützlich angesehen wurde. Weiterhin wurden auch Mixins, ein spezielles Entwurfsmuster im Zusammenhang mit der Mehrfachvererbung, erstmals unterstützt.
Flavors wurde durch Smalltalk-76 inspiriert und nahm selbst großen Einfluss auf die Weiterentwicklungen im Bereich der Lisp-Sprachenfamilie. Zum einen beeinflusste es LOOPS (Lisp Object-Oriented Programming System), das sich später zu CommonLOOPS entwickelte und das Common Lisp Object System (CLOS) beeinflusste. Über die 1985 entstandene Weiterentwicklung New Flavors nahm Flavors zusätzlich noch direkt Einfluss auf CLOS.